# Zaczarowane koło
Zaczarowane koło (inny tytuł: Tragedia w sandomierskim zamku) – polski film fabularny z 1915 roku, adaptacja dramatu Lucjana Rydla o tym samym tytule. Nie wiadomo, na ile w scenariuszu posłużono się pierwowzorem.

## Obsada
- Bolesław Leszczyński jako wojewoda
- Stanisław Knake-Zawadzki
- Antoni Bednarczyk
- Kazimierz Biernacki
- Maria Mirska
- Mura Kalinowska
- Karol Karliński